# Valérie Lemercier
Valérie Lemercier, född 9 mars 1964 i Dieppe, Normandie, är en fransk sångerska, skådespelerska och regissör.

## Utmärkelser
Lemercier har bland annat vunnit Césarpriset för bästa kvinnliga huvudroll 2022 för Aline.

## Roller i urval
- 1993 – Visitörerna
- 1995 – Sabrina
- 2005 – Kungliga familjen (även manus och regi)
- 2008 – Agathe Cléry
- 2011 – Monte Carlo
- 2012 – Asterix & Obelix och britterna
- 2021 – Aline (även regi)
- 2023 – Slumpen avgör